# Ugo Amaldi (Physiker)

Ugo Amaldi, 2019

Ugo Amaldi (* 26. August 1934 in Rom) ist ein italienischer experimenteller Physiker. Er arbeitet an der Universität Mailand. Sein Hauptforschungsgebiet ist die Teilchenphysik an großen Teilchenbeschleunigern.

## Leben
Ugo Amaldi ist der Sohn des Physikers Edoardo Amaldi. Sein Physikstudium an der Universität Rom absolvierte er 1957 mit dem Abschluss der Laurea. 1960 promovierte er mit Arbeiten am Elektronen-Synchrotron in Frascati. Bis 1973 lehrte er in Rom am Istituto superiore di sanità. Von 1963 bis 1966 war er Gruppenleiter am Synchrotron, 1967 habilitierte er sich. 1968 wurde er außerdem Direktor der Sezione Sanità des Istituto Nazionale di Fisica Nucleare (Nationales Institut für Kernphysik).
Ab 1960 arbeitete Amaldi auch an Experimenten am CERN in Genf mit, anfangs am Protonen-Synchrotron, ab 1970 am Speicherring ISR. 1973 wechselte er vollständig ans CERN. 1975 gehörte er zu den Gründern der Kollaboration CHARM.
1982 wurde Amaldi zum Professor an der Universität Mailand ernannt. 1983 wurde er daneben Sprecher von DELPHI am neuen CERN-Beschleuniger LEP. 1991 initiierte er ein Projekt zur Hadronen-Therapie in Novara.

## Werk
Am CERN begann Amaldi mit Forschungen zur Nukleon-Nukleon-Wechselwirkung. Die Proton-knock-out-Methode zur Strukturuntersuchung von Atomkernen mit hochenergetischen Elektronen stammt von ihm, später übertrug er sie auch auf die Atom- und Molekülphysik. 1970 war Amaldi der erste, der Experimente zur elastischen Proton-Proton-Streuung durchführte und erzielte wichtige Ergebnisse über deren Wirkungsquerschnitt. Weitere Leistungen kann Amaldi auf den Gebieten der Pionerzeugung, Neutrino-Streuung und Z-Resonanz aufweisen. Er hat herausragende Innovationen geleistet und neue Forschungsfelder und Untersuchungsrichtungen initiiert. Für die Beschleunigertechnik ist sein Konzept gegenläufiger Elektron-Positron-Linearbeschleuniger relevant. In den 90er Jahren arbeitete er vermehrt an Themen der Nuklearmedizin.
Ein gemeinsam mit seinem Vater geschriebenes Lehrbuch zur Strahlenphysik gehört zu den Standardwerken in Italien, daneben schrieb er einige weitere.

## Ehrungen
Ugo Amaldi ist Mitglied der Accademia Nazionale delle Scienze, deren Grimaldi-Preis er erhielt. 1993 wurde er Ehrendoktor der Universität Uppsala. 1995 erhielt er den Bruno-Pontecorvo-Preis und hielt zwei Wolfgang-Paul-Vorlesungen in Bonn.
1997 bekam er den russischen Orden der Freundschaft.
2012 wurde er zum Ehrenprofessor der Technischen Universität München ernannt.